# Streetlab
Streetlab is een Nederlands televisieprogramma van programmaproductiebedrijf CCCP en wordt uitgezonden door de KRO-NCRV. In het programma voeren vier vrienden sociale experimenten uit. In augustus 2014 verscheen het voor het eerst op televisie in het kader van TV Lab. Een jaar later werd het genomineerd voor de Gouden Televizier Ring.

## Format
De vier jeugdvrienden Jasper Demollin, Stijn van Vliet, Daan Boom en Tim Senders zoeken in het programma originele antwoorden op vragen. Daarin testen zij elkaar en argeloze voorbijgangers. Enkele terugkerende items zijn onder meer de Sociolympics en het antwoord op de vraag of je ergens kunt werken zonder dat je er daadwerkelijk werkt. Met hun stunts halen de vier regelmatig de media. Zo wist Boom zich op het podium te bluffen van de slotceremonie van het Cannes Film Festival en trainde Van Vliet ongemerkt mee bij FC Utrecht en Schalke 04. Ook wist Demollin het startpodium te betreden tijdens een tijdrit bij de Ronde van Frankrijk 2015. De aflevering van 2 maart 2015 won uiteindelijk een NPO Gemist Award in de categorie Cultuur & Amusement.

### Stoppen en doorstart
In 2018 kondigden de jongens van Streetlab aan dat ze zouden stoppen. De KRO-NCRV gaf aan dat het programma niet meer gemaakt kon worden omdat de presentatoren te bekend zouden zijn geworden, waardoor ze hun experimenten niet meer konden uitvoeren. Ook de spin-off Streetlab: Niet te geloven stopte.
In 2020 kondigde de KRO-NCRV aan dat het programma terug zou komen. In deze nieuwe variant, genaamd Streetlab: De Liefde, voeren ze weer hun oude experimenten uit met een focus op het thema liefde. Daarnaast gaan ze ook kijkers helpen met hun liefdesproblemen.

## Side2Side
In het eerste seizoen Streetlab probeerden Demollin, Van Vliet, Boom en Senders bij wijze van proef internationaal door te breken als boyband. Onder de naam Side 2 Side deden ze mee met Das Supertalent, de Duitse versie van Holland's Got Talent. Een seizoen later kondigden ze hun 'afscheid' aan in de hoop alsnog succesvol te worden. Ze riepen daarbij de hulp van René Froger in. Het nummer Forget My Name behaalde een paar dagen na de uitzending de nominatielijst van de Tipparade. Op de single werd vervolgens een recordaantal stemmen uitgebracht. In november 2016 maakte Froger bekend dat Side2Side als gastartiesten mogen optreden tijdens de 6 kerstconcerten van De Toppers in Ahoy Rotterdam. Ook brachten De Toppers een kerstsingle uit: Een heel gelukkig kerstfeest. In de bijbehorende videoclip spelen de heren van Side2Side een figurantenrol. In 2020 maakte Side2Side een comeback samen met Getty Kaspers met het nummer Ding a Dong Love Song.

### Singles
| Single met eventuele hitnotering(en) in de Nederlandse Top 40 | Datum van verschijnen | Datum van binnenkomst | Hoogste positie | Aantal weken | Opmerkingen                                   |
| ------------------------------------------------------------- | --------------------- | --------------------- | --------------- | ------------ | --------------------------------------------- |
| Küss Mich Jetzt                                               | 21-10-2015            | -                     |                 |              |                                               |
| Forget my name                                                | 2016                  | 04-06-2016            | tip10           | -            | met René Froger / Nr. 73 in de Single Top 100 |
| Ding a Dong Love Song                                         | 2020                  |                       |                 |              | met Getty Kaspers                             |

## Spin-offs

### Streetlab: Niet te geloven
In 2017 krijgen de jongens van Streetlab ook een studioprogramma, genaamd Niet te geloven. In deze quiz moeten ze bekende Nederlanders overtuigen dat ongelofelijke verhalen daadwerkelijk zijn gebeurd. Dit programma werd gepresenteerd door Tess Milne. Hier wordt één seizoen van gemaakt.

### Streetlab 24
In 2019 komt Streetlab eenmalig terug met een experiment op YouTube, genaamd Streetlab 24. In dit programma proberen de jongens van Streetlab 24 uur lang achter elkaar live televisie uit te zenden. Dit experiment liep van 22 oktober 2019 om 10.00 uur tot 23 oktober 2019 om 10.00 uur.

### Off the Streetlab
Tijdens de coronacrisis in 2020 komen de jongens van Streetlab weer met een online spin-off. Dit keer voeren ze hun experimenten uit vanuit huis. Via videobellen hebben ze contact met elkaar.

## Prijzen
- Eind september 2015 werd bekend dat Streetlab samen met Expeditie Robinson van RTL 5 en SynDROOM van RTL 4 genomineerd was voor de 50ste Gouden Televizier-Ring, die werd uitgereikt op 15 oktober 2015. De nominatie zorgde voor flink wat ophef in de media. Veel tv-coryfeeën vonden de nominatie niet verdiend omdat het programma te weinig kijkers trekt.[14] De nominatie leidde uiteindelijk niet tot het winnen van de Ring, die ging naar SynDROOM.
- In december 2019 won het een Hashtag Award in de categorie Beste Livestream.[15]